# 刘方仁
刘方仁（1936年1月—），男，陕西武功人，中华人民共和国政治人物，曾任江西省政协主席、中共贵州省委书记，因受贿罪被判处无期徒刑。

## 生平
刘方仁毕业于沈阳建筑材料工业学院，曾在解放军总后勤部军需生产部西安603工厂、3525工厂、5727工厂工作。1983年，升任中共江西省九江市委书记，随后升任中共江西省委副书记。1993年，担任江西省政协主席。1993年，升任中共贵州省委书记。1998年，改任贵州省人大常委会主任、兼中共贵州省委书记。随后因涉嫌受贿犯罪被逮捕，2004年，北京市第二中级人民法院判处其无期徒刑。